# 姫騎士は蛮族の嫁
『姫騎士は蛮族の嫁』（ひめきしはバルバロイのよめ）は、コトバノリアキによる日本の漫画。『別冊少年マガジン』にて、2021年2月号より連載中。略称は「バルよめ」。2025年8月時点で累計50万部を突破している。
テレビアニメ化が発表されており、2025年10月から放送予定。

## あらすじ
西方のイルドレン王国と東方の蛮族は数百年にわたり戦いを繰り広げてきた。そして、イルグレン王国の筆頭騎士として東征軍を率いていた"姫騎士"セラフィーナ・ド・ラヴィラントは東方征伐にて蛮族に敗れ、捕らえられる。しかしセラフィーナに待ち受けていたのは捕虜としての日々ではなく蛮族の次期大族長であるヴェーオルからのプロポーズだった。東方で暮らし始めるセラフィーナは、当初はヴェーオルに反発していたものの、ヴェーオルとの様々な体験の中で少しずつ変わっていく。

## 登場人物
声の項はテレビアニメの声優。
セラフィーナ・ド・ラヴィラント
声 - 鈴代紗弓
イルドレン王国の騎士。「水晶兜」と呼ばれるほどの実力と誇り高く気高い精神を持つ。26歳。彼女の敗北から物語が始まる。戦場では冷徹な指揮官であるが内面は繊細さもあり、ヴェーオルとの出会いにより心が解きほぐされていく。
ヴェーオル
声 - 猪股慧士
東方蛮族次期大族長の青年。18歳。髭が伸びやすい体質。異名は「大族長“隻眼”のウルダインが嫡子“雷声”のヴェーオル」。戦場で戦ったセラフィーナの剣に惚れ込み、一族の慣例により彼女を捕らえて求婚した。本質は知性と誠実さを兼ね備えた好青年でセラフィーナに対して真摯に想いを持つようになる。
ツェツィ
声 - 菱川花菜
ヴェーオルの側近でセラフィーナの世話をする少女。イルドレン王国の出身らしい。親しみやすく打ち解けやすい明るい性格でセラフィーナを支える。
アリッサ・マルシアス
声 - 豊崎愛生
公暦教徒の従軍司祭。姫様として神聖視するセラフィーナの救出を悲願としている。23歳。医学・数学・医術に長けてはいるが優秀な人物であるが、性格は少々ポンコツなところもある。

## テレビアニメ

### スタッフ
- 監督 - 田中孝行[5]
- シリーズ構成 - 浅川美也[5]
- メインキャラクターデザイン - 菊池政芳[5]
- キャラクターデザイン - 藤田真弓、畠山元[5]
- サブキャラクターデザイン - 金口浩[5]
- プロップデザイン - 白崎詩織[5]
- 総作画監督 - 菊池政芳[5]、藤田真弓[5]、畠山元[5]、金口浩[5]
- 美術監督 - 李學珉[5]
- 色彩設計 - 荒木隆介[5]
- 3D監督 - 林珍山[5]
- 撮影監督 - 金容ソン[5]
- 音響監督 - 明田川仁[5]
- 音楽 - 桶狭間ありさ[5]
- 編集 - 上野勇輔[5]
- ビジュアルディレクター - 杉本光司[5]
- アニメーションプロデューサー - 見崎誠治、鎌田肇[5]
- 設定制作 - 寺田浩斗[5]、宮島萌[5]
- 3D制作 - 崔城赫[5]
- アニメーション制作 - 寿門堂[5]